# Aspen Park
Aspen Park è un centro abitato (census-designated place) degli Stati Uniti d'America, situato nella contea di Jefferson dello stato del Colorado. Nel censimento del 2010 la popolazione era di 882 abitanti.

## Geografia fisica
Secondo i rilevamenti dell'United States Census Bureau, Aspen Park si estende su una superficie di 6,1 km².